# Škoda 8Tr

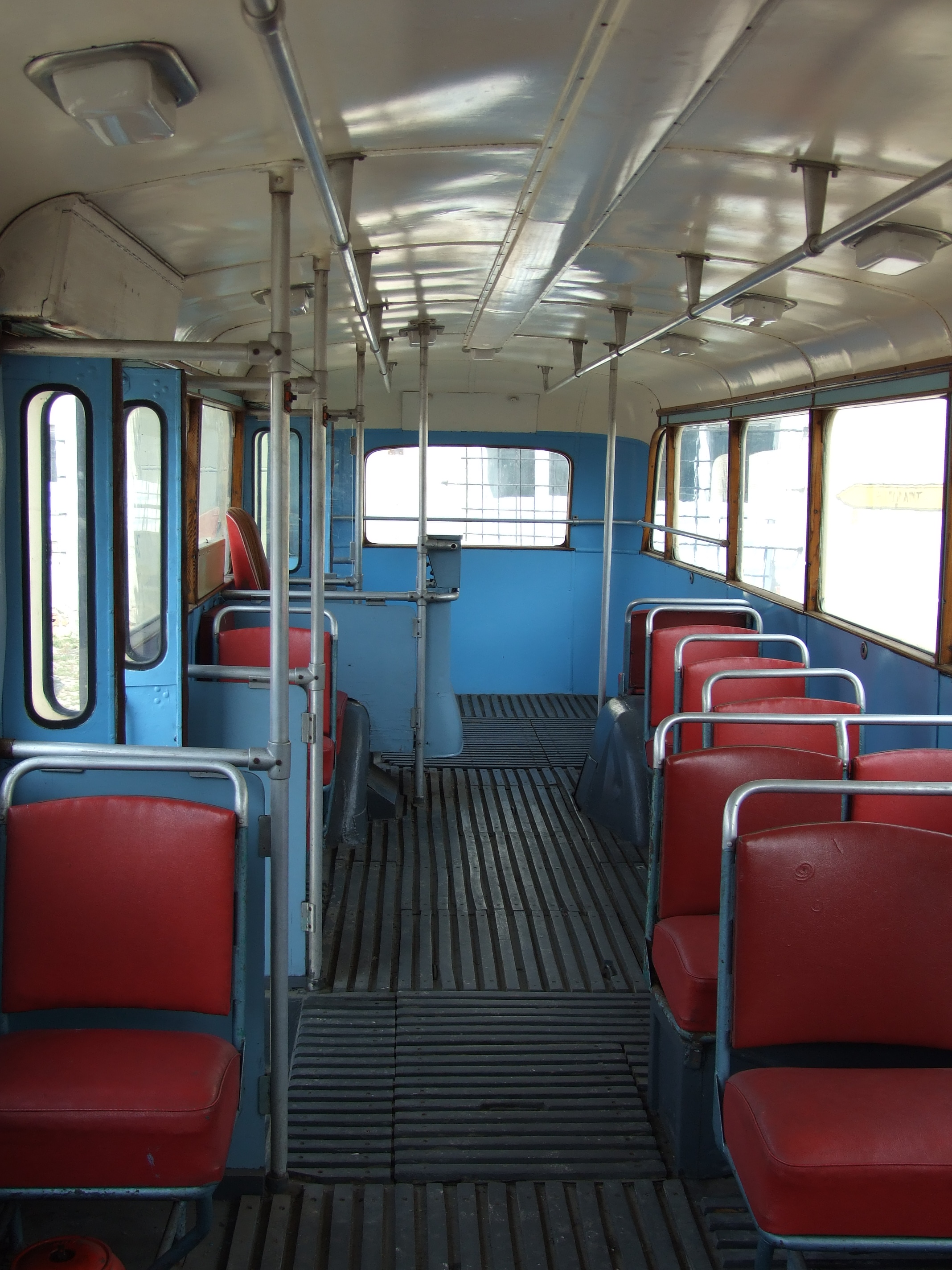
Салон

Škoda 8Tr — троллейбус, выпускавшийся чешской фирмой Škoda в 1956—1961 годах. На конвейере он сменил модель Škoda 7Tr, выпускавшуюся с 1950 года. 8Tr оказалась более массовой моделью, чем предыдущие — было выпущено 750 экземпляров, поставлявшихся в страны Восточной Европы, Советский Союз и Китай. Базовой была комплектация с тремя дверьми, специально для СССР разработали двухдверный вариант кузова. На конвейере 8Tr сменила самая массовая шкодовская модель троллейбуса — Škoda 9Tr, экземпляров которой было выпущено более семи тысяч.

## Описание конструкции
Škoda 8Tr по конструкции кузова и электрооборудования имела сходство с предыдущими моделями — 6Tr и 7Tr. Троллейбус 8Tr был достаточно большим для своего времени — его длина составляла 10,7 метра. Троллейбус имел несущий кузов, где главным элементом являлся стальной каркас, конструктивно объединённый с рамой-фермой для улучшения жёсткости и соответственно — укрепления конструкции. Обшивка боковин, передка и задка выполнялась из стальных панелей. Снаружи троллейбус очень напоминал предшественника Škoda 7Tr, был оснащён характерными для автомобилей того времени круглыми фарами; стеклоочистители крепились над лобовым стеклом.
На троллейбус устанавливался чешский тяговый электродвигатель постоянного тока Al 2943 rN мощностью 110 киловатт — мощнее, чем у Škoda 6Tr и 7Tr. С ним можно было развить скорость не менее 50 км/час, что для троллейбуса как городского транспорта было вполне достаточно. Для питания низковольтной сети троллейбуса использовался вспомогательный электродвигатель-генератор, преобразовывавший входное высокое напряжение 600 вольт в низкое — 24 В.
Также машины оборудовались штангоуловителями, уже появившимися у предшественников «восьмёрки». Они представляли собой два каната, привязанных с одной стороны к верхним концам штанг и намотанных на два барабана, которые размещались в двух бобинах, крепившихся к задней панели троллейбуса. С помощью канатов токоприёмники троллейбуса устанавливались и снимались с проводов контактной сети, к тому же эта система не позволяла штангам сильно «взлетать вверх» в случае срыва с контактной сети, ну а с помощью канатов токоприёмник можно было «поймать» и оперировать им.
Система управления троллейбусом — реостатно-контакторная. Блок с пускотормозными реостатами, необходимыми для ограничения силы тока, проходившего через обмотки электродвигателя, находится под полом. Пускотормозные реостаты ограничивают силу тока, благодаря чему регулируются частота вращения ротора, крутящий момент, создаваемый электродвигателем, и следовательно сама скорость троллейбуса. На крыше троллейбуса кроме токоприёмников находятся реакторы для подавления помех радиосвязи.
Для замедления троллейбуса может использоваться как пневматический (педаль слева), так и электрический тормоз (педаль посередине между акселератором и пневмотормозом). При нажиме на среднюю педаль действует электротормоз, и уже на малой скорости процесс завершается пневматической системой. Тормозные механизмы имеют барабанный тип — это закрытый тормозной механизм, тормозная колодка прижимается к барабану изнутри. Для его функционирования используется компрессор, приводящийся в действие от электродвигателя. Подвеска троллейбуса — рессорная.
Троллейбус выпускался в трёхдверной и двухдверной версиях — последняя поставлялась исключительно в СССР. В первом случае двери находились не только в переднем и заднем свесах, но ещё и в базе. Высота пола составляла около 75 сантиметров над поверхностью земли. Салон был весьма неплох для своего времени, с довольно большой площадью остекления; сиденья имели дерматиновую обшивку. Для отделки салона использовался композитный материал — фанера. Салон был оборудован 19—21 сиденьями, ещё около 60 человек могли ехать в салоне стоя. Общая вместимость составляла порядка 80 человек. Двухдверные «восьмёрки», работавшие в СССР (в частности, в Крыму), вероятно, имели большее количество сидячих мест.
Для вентиляции салона использовались откидные форточки, а для отопления — тепло пускотормозных реостатов. В салоне также были электровентиляторы. Кабины водителя как таковой не имели эти модели Шкод, приборная панель была весьма простая. Следует отметить, что у 8Tr было три педали: помимо упомянутых ранее пневматического и электрического тормозов, справа от них располагалась ещё одна — пусковая или акселератор. Для функционирования его и пневмотормоза имелся компрессор, нагнетавший сжатый воздух в пневмосистему и приводившийся в действие от тягового двигателя. Панель управления при всей своей простоте была функциональна — органы управления представляли собой тумблеры, кнопки и переключатели, имелись манометры пневмосистемы и спидометр. Также троллейбус был оборудован механическим ручным тормозом в виде рычага, воздействовавшего на тормозные механизмы заднего ведущего моста.

## Технические характеристики
Параметр Значение
Длина, мм 10700
Ширина, мм 2500
Высота, мм 3300
Снаряжённая масса, кг 9660
Полная конструктивная масса, кг 15680
Высота пола над уровнем дороги, см ~75
Количество дверей, шт 2 / 3
Привод дверей пневматический
Сидячих мест, чел 19—21 (стандартно)
Стоячих мест чел 58—60
Полная вместимость, чел 80
Тяговый двигатель AL 2943 rN
Мощность, кВт 110
Количество ТЭД, шт 1
Система управления ТЭД реостатно-контакторная производства фирмы «Škoda»
Рабочее напряжение, Вольт 600
Бортовое напряжение, Вольт 24
Ведущий мост задний
Максимальная скорость, км/час 50

## Эксплуатация
В 1956—1961 годах выпущено около 750 экземпляров данной модели. В отличие от своих предшественников, в подавляющем большинстве своём работавших в Чехословакии, «восьмёрки» экспортировались во многие другие страны. У себя же на родине они работали в городах Пардубице, Брно, Йиглава, Пльзень, Теплице, Градец-Кралове, Острава, Опава, Прага. В столице Словакии городе Братиславе работало 57 машин, эксплуатировал их и другой словацкий город — Прешов.
В ПНР Škoda 8Tr эксплуатировалась в Люблине и Гдыне; в ГДР — в Эберсвальде, где одна машина стала музейной, а также в Дрездене и в Потсдаме.
В СССР они работали в столице Литвы Вильнюсе, в столице Грузии Тбилиси и поставлялись на Украину (Киев, Днепропетровск, Симферополь, Алушта, Ялта). А начались регулярные поставки в СССР с испытаний на междугородной линии в Крыму, где они показали себя лучше отечественной техники (МТБ-82, СВАРЗ, «Киев» и тому подобные).
За время производства выпущено более 10 модификаций. В среднем машины служили около 15 лет, нередко троллейбусы списывали по прибытии более новых машин — в частности, тех же Škoda 9Tr. Тем не менее, машины себя показали с самой что ни на есть лучшей стороны. В СССР последние троллейбусы этого типа были сняты с пассажирской эксплуатации в 1979 году в Крыму. Несколько экземпляров в Чехии и один в Германии реставрированы и сохранены для музеев, в Брно, Остраве и Праге даже остаются на ходу.
Пример этого троллейбуса — ещё одно подтверждение высокого качества чешской техники, не перестающего удивлять. В отличие от стран Восточной Европы на постсоветском пространстве сохранился лишь один троллейбус такой модели — в Киеве. Машина с бортовым номером Т-3 (изначально 125) до сих пор на ходу, несмотря на 55-летний возраст. Последние 35 лет перед музеефикацией она работала тягачом, буксируя неисправные троллейбусы в депо. При этом ящик с пускотормозными реостатами вынесен из-под пола на крышу — к штангам.